# Sally Amaki
Sally Amaki (jap. 天城サリー Amaki Sarī) (ur. 26 kwietnia w Los Angeles) – amerykańska wokalistka i aktorka głosowa pochodzenia japońskiego. Jest członkinią grupy idoli 22/7 (debiut w 2017), gdzie pełni funkcję „zagranicznego przedstawiciela grupy”.

## Filmografia
Telewizja
| Rok   | Tytuł                                            |
| ----- | ------------------------------------------------ |
| 2017  | Dive!!                                           |
| 2018– | 22/7 Keisanchu                                   |
| 2019  | Kaguya-sama: Love Is War                         |
| 2019  | Feito/Gurando Ōdā -Zettai Majuu Sensen Babironia |
| 2020  | 22-Jul                                           |
| 2020  | Hypnosis Mic: Division Rap Battle: Rhyme Anima   |

Original Net Animation
| Rok  | Tytuł                 | Rola          |
| ---- | --------------------- | ------------- |
| 2018 | The Girls on That Day | Sakura Fujima |

Film
| Rok  | Tytuł            | Rola  |
| ---- | ---------------- | ----- |
| 2019 | Pandora to Akubi | Akubi |

Gry wideo
| Rok  | Tytuł                                              | Rola          |
| ---- | -------------------------------------------------- | ------------- |
| 2020 | Magia Record: Puella Magi Madoka Magica Side Story | Ashley Taylor |